# Kalibangan
Kalibangān là một thị trấn tọa lạc ở tọa độ  trên bờ sông bên trái hoặc phía nam Ghaggar (sông Ghaggar-Hakra), được một vài học giả xác định là sông Sarasvati tại Tehsil Pilibangān, nằm giữa Suratgarh và Hanumāngarh ở quận Hanumangarh, Rajasthan, Ấn Độ 205 km. từ Bikaner. Nó cũng được xác định thiết lập vùng đất tam giác tại nơi hợp lưu của sông Drishadvathi và sông Sarasvathi. Chứng tích thời tiền sử và tiền Mauryan của văn minh lưu vực sông Ấn lần đầu tiên được Luigi Tessitori xác định tại vị trí này. Báo cáo khai quật Kalibangan được xuất bản trọn vẹn năm 2003 bởi viện khảo cổ học Ấn Độ, 34 năm sau khi hoàn thành khai quật. Báo cáo kết luận rằng Kalibangan là một kinh đô lớn thuộc văn minh lưu vực sông Ấn. Kalibangan được phân biệt bằng những bệ thờ lửa độc đáo và "cánh đồng cày cấy chứng thực sớm nhất thế giới".